# Latok II
Latok II je hora vysoká 7 108 m n. m. nacházející se v pohoří Karákóram v Pákistánu. Nachází se 2 km jihozápadně od Latoku I, se kterým je spojena hřebenem.

## Vrcholy skupiny Latok
- Latok I: 7145 m
- Latok II: 7108 m
- Latok III: 6946 m
- Latok IV: 6456 m

## Prvovýstup
Prvovýstup na Latok II se zdařil italské expedici v roce 1977. Členové expedice Ezio Alimonta, Renato Valentini a Toni Masé dosáhli vrcholu 28. srpna.